# Bangiomorpha
Bangiomorpha, monotipski rod crvenih algi u porodici Bangiaceae. Jedina je vrsta fosilna alga B. pubescens